# Trasgo
Você pode estar procurando por Troll, ou Troll (mitologia).

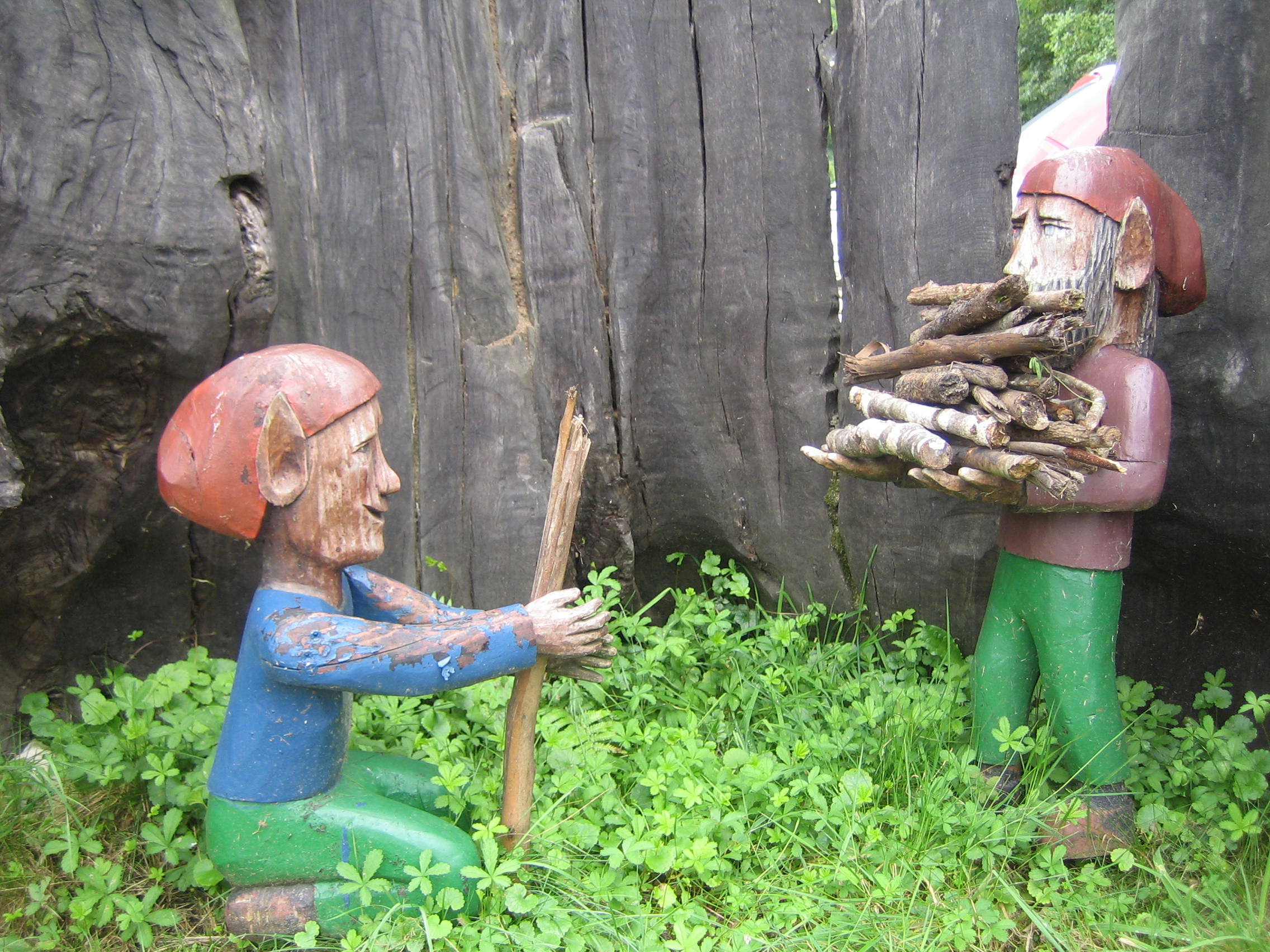
Representação de uma reunião de trasgos

O trasgo é um ser folclórico presente em diversas culturas, principalmente em regiões que hoje compõem o norte da Espanha, como a Galiza, Cantábria, Catalunha e as Astúrias, além de regiões no norte de Portugal, como a província de Trás-os-Montes, onde ainda há, no concelho de Vimioso, ruínas de um velho “moinho dos trasgos”.
Estando paralelamente relacionado aos trasgus das tradições asturianas e os trasnos dos galegos, sem contar fortes influências dos duendes castelhanos e os follets e donyets catalães, os trasgos geralmente são descritos de maneira semelhante a diabretes ou espíritos travessos e são muitas vezes confundidos com tardos. Tal como o zanganito e o fradinho da mão furada, o trasgo seria um ser sobrenatural parecido com uma pessoa de baixa estatura que faz travessuras, principalmente de noite e dentro das casas humanas. Por vezes, relatos também os atribuem gorros vermelhos na cabeça.
Algumas crenças antigas contam que os trasgos seriam pequenas “almas penadas”, crianças que não foram batizadas e retornaram para fazer maldades e pregar partidas com seus poderes sobrenaturais: partem louça, quebram vidros, arrastam móveis, espalham a fruta, mudam os objetos de lugar. Por este motivo, a palavra "trasgo" possui significados como: aparição fantástica, espírito, diabrete, génio, duende e, em sentido figurado, pessoa traquinas.
Segundo Alexandre Parafita, tais criaturas, “pela sua descrição, parecem corresponder aos famosos duendes, gnomos ou elfos da mitologia dos países nórdicos”, porém, “ao contrário destes, os trasgos são praticamente desconhecidos nas sociedades modernas, ditas civilizadas, porquanto a sua sobrevivência está circunscrita a uma cultura popular estritamente oral, que sempre foi subalternizada pelas sociedades mediáticas”.

## Etimologia
Uma possível origem para o nome "trasgo" pode ser encontrada em uma das cartas componentes do "Epistolario do P. Sarmiento", que, traduzindo livremente do seu idioma de origem, cita a seguinte história:
"A palavra cocotriz já significava crocodilo na língua castelhana. Assim, essa figura serpentina foi chamada na Galiza de Coca e em Castela Tarasco ou Tarasca. Aqui se deu a origem da palavra trasgo para significar o duende que se acredita ser o demônio quando está em festas. Da palavra tarasco, que teve suprimida a vogal, se fez trasco e então trasgo. Aposto que nenhum dos infinitos visitantes da tarasca pensou em averiguar sua genealogia."
Carta 159, 1760, 6 de junho." (grifos nossos)

## Na Galiza

### O trasno na cultura popular
Conta-se en Curro, freguesia (gl: parroquia) do município pontevedrês de Barro, que dumha volta iam duas velhinhas ao moinho e atopárom um meninho só, abandonado, nu e mortinho de frio. Começárom a limpalo e abrigá-lo e fôrom fazer un lume para o quentar, pero quando o iam vestir o meninho, desaparecera e, no seu lugar, estava um home a rirs-e delas, dizendo: "Hu, hu, huuuu! Duas velhas de Curro quentárom-me o cu!".
De acordo coa cultura popular, existe um truco moi eficaz para livrar-se do trasno. Consiste em deixar-lhe num prato ou, melhor, ciscado no chão, umha boa pressa de lentelhas, feijões, grãos de milho ou cousa semelhante. Como o trasno nom sabe contar mais de cem, quando chega a esta cifra tem que empeçar de novo, e assi mantém-se-lhe ocupado sem que siga fazendo das suas.

### Fraseologia
- Andar feito um trasno: di-se de quem anda só por caminhos solitários.
- Fazer trasnadas: fazer maldades às agachadas.
- Ser do coiro do trasno: ser da pel do demo, aplicado a rapazes que adoitan fazer trasnadas.
- Ser um trasno: qualifica-se assim ao que parece comprazer-se fazendo trasnadas. Tamém o rapaz revoltoso e inquedo.
- Seica anda o trasno comigo: sai-lle a um todo mal, ao revés do que queria.

### Refrães
- Nunca se farta o trasno de fazer trasnadas.
- Que há fazer o trasno se nom som trasnadas?